# Královnin terč

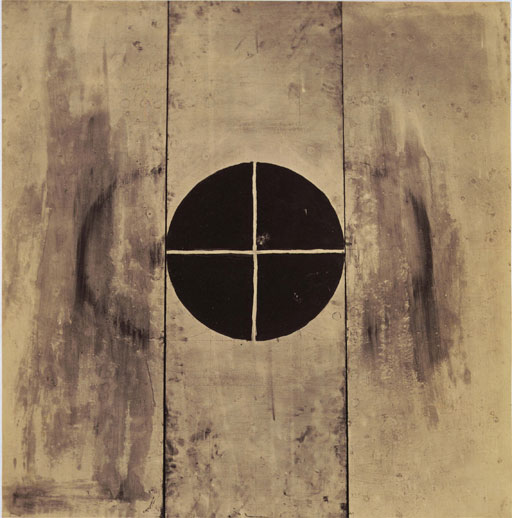
Druhá varianta fotografie s nevyretušovanými prvky

Královnin terč (anglicky: The Queen's Target) je černobílá fotografie anglického fotografa Rogera Fentona z roku 1860. Snímek byl pořízen na prvním setkání Britské národní střelecké asociace ve Wimbledonu, které se konalo v roce 1860, a ukazuje cíl, na kterém sama královna Viktorie zasáhla svou puškou střed terče.

## Historie a popis
Královna Viktorie a její manžel princ Albert se 2. července 1860 zúčastnili ustavující schůze  Britské národní střelecké asociace, která se konala ve Wimbledonu. Fenton byl v roce 1853 zakladatelem Královské fotografické společnosti a dokázal zaujmout královnu a jejího manžela pro nové médium fotografie, které prosazoval v Anglii. Byl přítomen a pořídil několik snímků. Victoria dostala tu čest vypálit první ránu a její přesnosti pomohlo použití mechanické opěrky pušky. Umělec znázornil na náčrtu přesnou polohu kulky královny, což ji potěšilo. Požádala, aby viděla skutečný cíl, ale protože byl vyroben z pevného železa, takže bylo obtížné jej nést, bylo rozhodnuto, že jej Fenton vyfotografuje, což se také stalo.
Konečným výsledkem je jedna z nejpřekvapivějších fotografií, jaké kdy Fenton pořídil, a zdánlivě předstihla estetiku fotografie své doby. Dnes působí jako abstraktní kompozice, soustřeďující se na kruhový tmavý střed terče, rozdělený křížem, s jasně viditelným otvorem po kulkách v dolní části jeho pravé horní strany. Přes cíl procházely dvě čáry, dotýkaly se vnitřního kruhu a dodávaly obrazu ještě abstraktnější kvalitu. Tento snímek vznikl v závěrečné fázi jeho tvorby, kdy je technicky i výtvarně náročnější fotografování mraků nebo například tmavých interiérů katedrál. Fotografii zcela opustil v roce 1862 a stále po sobě zanechal důležité dědictví.
Francis Hodgson uvádí: „Co přesně Fentona přesvědčilo k tomuto stupni abstrakce, není známo. Mohlo to být čistě praktické: terč byl vyroben ze železa a obrázek by byl vhodným záznamem úvodního výstřelu královny. (... ) Byl to Jasper Johns o století před svou dobou, a přesto stále dokonale věcný záznam doby královny na střelnici.“ Bree Hocking se také připojuje k Jasperu Johnsovi : "Tak abstraktně moderní, obraz připomíná koláže "Target" popového umělce Jaspera Johnse ze století."
Národní galerie ve Washingtonu uvádí, že fotografie jako tato nebo The Long Walk, Windsor (1860), pořízené ve stejném roce, „jsou radikálně zjednodušené a odvážně odvážné“.

## Veřejné sbírky
Tisky této fotografie jsou v Královské sbírce v Londýně a v Muzeu Ludwigových v Kolíně nad Rýnem. První tisk byl retušován, aby byly smazány všechny povrchové značky, ale tisk v Museu Ludwigových je zobrazuje.